# ラ・セル山
ラ・セル山（ハイチ語: Pik Lasel）は、ハイチ共和国の最高峰である。カリブ海のイスパニョーラ島南西部にある。

## 概要
ラ・セル山は、ハイチの南東部にあり、2014年現在西県に属している。座標は北緯18度21分36秒 西経71度58分35秒 / 北緯18.36000度 西経71.97639度である。標高は2680mでハイチの最高地点となっている。ただし、イスパニョーラ島東部の約3分の2を占めるドミニカ共和国には標高3,101mのドゥアルテ山と言う高山があり、イスパニョーラ島全体の最高地点となっている。
ラ・セル山があるラ・セル山脈はハイチ南西部のラ・オット山脈に次ぐ同国で2番目に生物多様性が高い地域であり、多くの種類の顕花植物が生えている。2017年に東側にあるドミニカ共和国のエンリキージョ湖一帯と共にユネスコの生物圏保護区に指定された。